# Maradik
Maradik (en serbe cyrillique : Марадик ; en hongrois Maradék) est une localité de Serbie située dans la province autonome de Voïvodine. Elle fait partie de la municipalité d'Inđija dans le district de Syrmie (Srem). Au recensement de 2011, elle comptait 2 095 habitants.
Maradik, officiellement classé parmi les villages de Serbie, est une communauté locale, c'est-à-dire une subdivision administrative, de la municipalité d'Inđija.

## Géographie

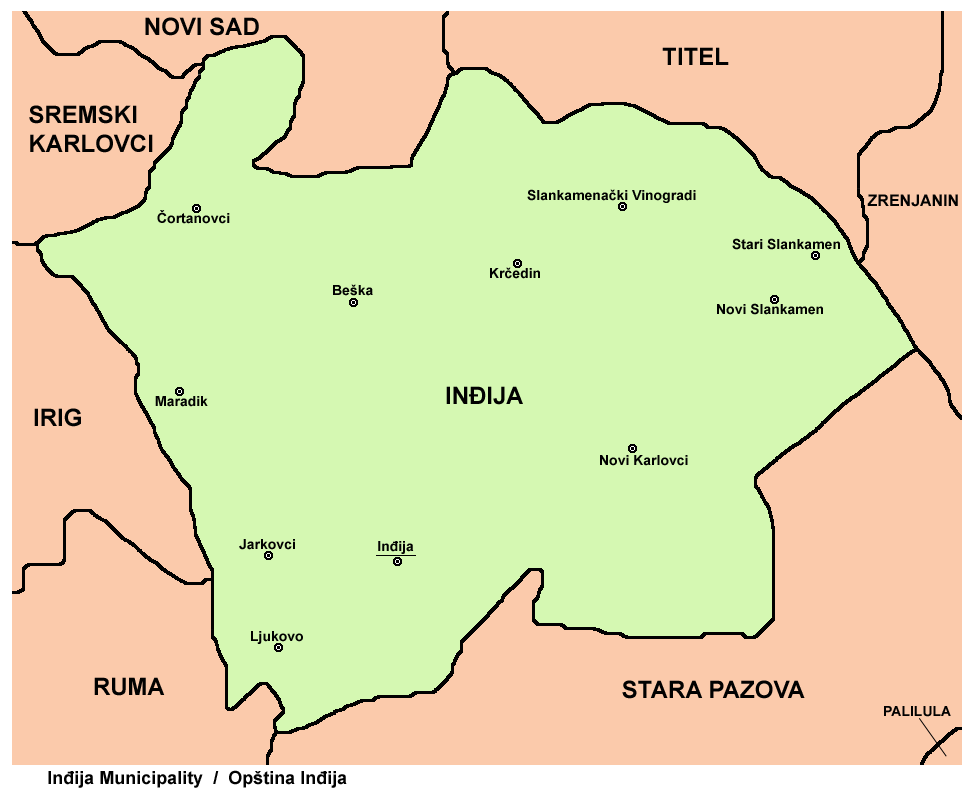
Localisation de Maradik dans la municipalité d'Inđija

Maradik se trouve dans la région de Syrmie, au pied du massif de la Fruška gora. Le lac de Šelovrenac est situé près du village.

## Histoire
Sur le territoire de Maradik, les archéologues ont mis au jour des vestiges remontant au Néolithique, à l'âge du cuivre et à l'âge du bronze, ainsi que les restes d'un village romain habité du Ier au IIIe siècle. Le village actuel est mentionné pour la première fois en 1498.
Sur le territoire du village se trouve un tumulus inscrit sur la liste des sites archéologiques protégés de la République de Serbie.

## Démographie

### Évolution historique de la population
| 1948  | 1953  | 1961  | 1971  | 1981  | 1991  | 2002  | 2011  |
| ----- | ----- | ----- | ----- | ----- | ----- | ----- | ----- |
| 2 597 | 2 766 | 2 651 | 2 350 | 2 255 | 2 120 | 2 298 | 2 095 |

|  |

### Données de 2002
Pyramide des âges (2002)
En 2002, l'âge moyen de la population était de 36,9 ans pour les hommes et 41,2 ans pour les femmes.
Répartition de la population par nationalités (2002)
En 2002, les Serbes représentaient 60,6 % de la population et les Hongrois 24 % ; le village abritait notamment une minorité de Croates (4,5 %).

### Données de 2011
En 2011, l'âge moyen de la population était de 41,7 ans, 40 ans pour les hommes et 43,5 ans pour les femmes.

## Économie
La plupart des habitants (environ 80 %) travaillent dans le secteur de l'agriculture, notamment la production des fruits et la viticulture. L'apiculture est également présente dans le secteur ; cette activité est encadrée par l'association Pčelarstvo Maradik.

## Vie locale
Le village abrite une école élémentaire (en serbe : osnovna škola), l'école Branko Radičević, dont l'origine remonte à 1826, quand fut ouverte dans le village la première école en langue serbe.
Maradik dispose d'un centre médical, qui dépend de la Maison de la santé d'Inđija (en serbe : Dom zdravlja Inđija).

## Tourisme

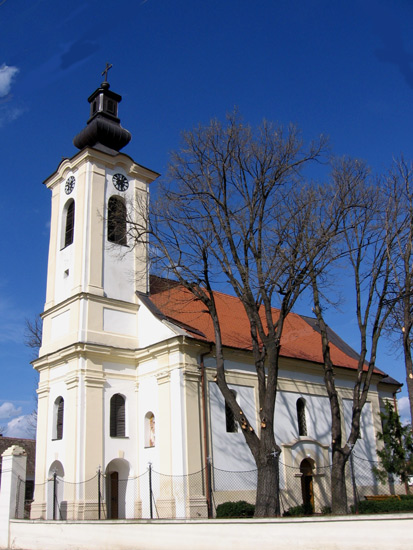
L'église Saint-Sava de Maradik

Une maison située dans le village et vieille de plus de 150 ans a été restaurée ; elle propose aux touristes la reconstitution de la vie traditionnelle des habitants de la région, avec toutes les installations de l'époque, chambre à coucher, cuisine, cave, cellier, écurie et autres ;  on y peut y découvrir les plats de la région. Le centre de vacances de Maradik a été créé en 2008 ; il englobe notamment le lac de Šelovrenac, où l'on peut pratiquer la pêche sportive ; il dispose aussi d'un petit restaurant avec vue sur le lac ; on peut y pratiquer le volley-ball, le beach-volley et le football.
À Maradik se trouve une église classée, l'église Saint-Sava, qui date de la seconde moitié du XVIIIe siècle ; construite dans un style baroque, l'église Saint-Sava abrite une iconostase peinte par Teodor Ilić Češljar, l'un des peintres baroques les plus célèbres de son temps. Ces deux églises sont inscrites sur la liste des monuments culturels de grande importance de la République de Serbie. Le village abrite également une église calviniste et une église catholique dédiée à sainte Anne qui dépend du diocèse de Syrmie.

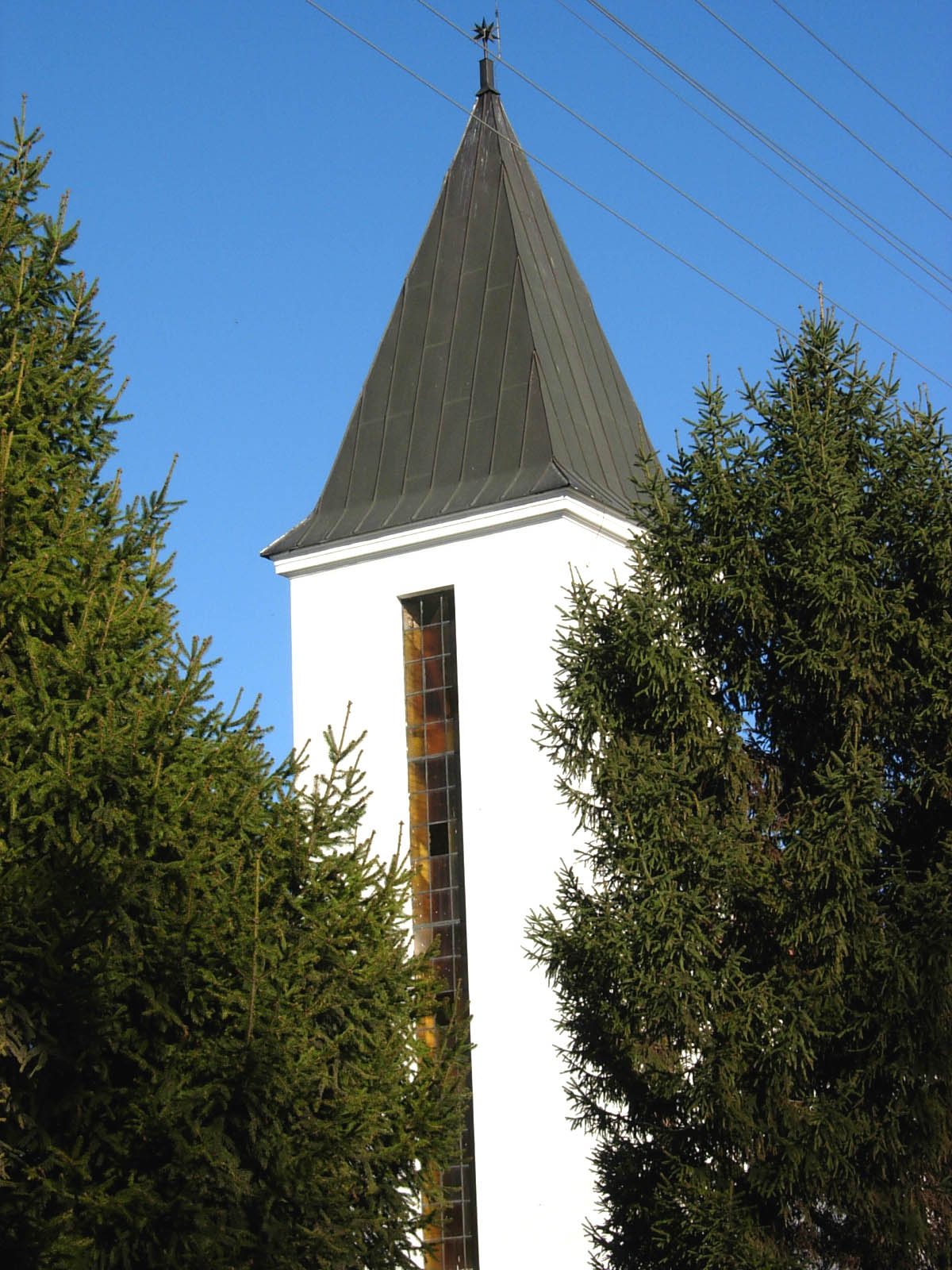
L'église calviniste de Maradik

## Transport
- Route nationale 22 (Serbie)